# Ужев Павло Федорович
Павло Федорович Ужев (1906, село Станово Юр'євецького повіту Костромської губернії, тепер Івановської області, Російська Федерація — ?, тепер Російська Федерація) — радянський державний діяч, голова Читинського облвиконкому. Депутат Верховної ради СРСР 3-го скликання.

## Біографія
Народився в селянській родині. Працював у селянському господарстві батька.
У вересні 1924 — січні 1925 року — інструктор Білоярського районного комітету комсомолу (РКСМ) Алтайської губернії.
У січні 1925 — березні 1926 року — завідувач хати-читальні селп Голубцово Алтайської губернії.
З березня 1926 року — завідувач Білоярського районного відділу політичної освіти Барнаульського округу.
Член ВКП(б) з 1927 року.
До листопада 1929 року — завідувач агітаційно-пропагандистського відділу Алейського районного комітету ВКП(б) Барнаульського округу.
У листопаді 1929 — грудні 1932 року — 1-й секретар Шадринського районного комітету ВКП(б); завідувач організаційного відділу Тальменського районного комітету ВКП(б) Західно-Сибірського краю.
З грудня 1932 року — 1-й секретар Крапивінського районного комітету ВКП(б) Західно-Сибірського краю; завідувач організаційного відділу, секретар Партійної колегії Комісії партійного контролю при ЦК ВКП(б) по Новосибірській області.
У березні 1941 — 1942 року — 1-й секретар Наримського окружного комітету ВКП(б) Новосибірської області.
У 1942—1943 роках — 3-й секретар Новосибірського обласного комітету ВКП(б).
У 1943 — 2 лютого 1945 року — 3-й секретар Кемеровського обласного комітету ВКП(б).
2 лютого 1945 — 19 січня 1947 року — 2-й секретар Кемеровського обласного комітету ВКП(б).
У 1946—1949 роках — слухач Вищої партійної школи при ЦК ВКП(б).
У 1949 — серпні 1953 року — голова виконавчого комітету Читинської обласної ради депутатів трудящих.
Подальша доля невідома.

## Нагороди
- орден Леніна (11.05.1942)
- орден Вітчизняної війни І ст.
- медалі